# Aké Loba
Aké Arnaud Loba (ur. 1 kwietnia 1998 w Abidżanie) – iworyjski piłkarz występujący na pozycji napastnika, reprezentant Wybrzeża Kości Słoniowej.